# Craig Rocastle
Craig Aaron Rocastle (Londra, 17 agosto 1981) è un ex calciatore grenadino, di ruolo centrocampista.

## Biografia
È il cugino del defunto centrocampista David Rocastle.

## Carriera

### Club

#### Inizi
Cresciuto nel QPR e nell'Ebbsfleet United, nel 2001 è passato al Kingstonian. L'esordio con il club è avvenuto il 29 dicembre 2001, nell'incontro Kingstonian-Basingstoke Town (1-1). Ha messo a segno la sua prima rete con il club londinese il 17 dicembre 2002, in Kingstonian-Worthing (3-0). Ha militato nel club londinese fino al 2003, collezionando in totale 24 presenze e una rete. Nel febbraio 2003 si è trasferito allo Slough Town. Il debutto con la nuova maglia è avvenuto il 22 febbraio 2003, in Slough Town-Barking & East Ham (3-1). Ha collezionato in totale, con il club gialloblu, 13 presenze.

#### 2003-2007: dal Chelsea all'Oldham Athletic
Notato dal Chelsea, club militante in Premier League, viene acquistato dal club londinese nell'estate 2003. Nel febbraio 2004 si è trasferito in prestito al Barnsley, in Division Two. Il debutto nella terza serie inglese è datato 14 febbraio 2004, in Wrexham-Barnsley (1-0). Il 25 marzo 2004 è passato, sempre in prestito, al Lincoln City. Con il club di Lincoln ha collezionato due presenze in Third Division. Terminato il prestito, è tornato al Chelsea. Nell'agosto 2004 è stato ceduto in prestito agli scozzesi dell'Hibernian. Il debutto nella massima serie scozzese è avvenuto l'11 settembre 2004, nell'incontro di campionato Inverness Caledonian Thistle-Hibernian (1-2). Ha militato nel club biancoverde fino al 4 gennaio 2005. Congedato dal Chelsea, il 3 febbraio 2005 è stato ufficializzato il suo ingaggio a parametro zero da parte dello Sheffield Wednesday, club militante in League One. Il debutto in campionato con gli Owls è avvenuto il 23 marzo 2005, in Sheffield Wednesday-Bradford City (1-2). Ottenuta la promozione in Championship, ha militato nel club biancoblu fino al marzo 2006. Nel marzo 2006 è stato ceduto in prestito fino al termine della stagione allo Yeovil Town, in terza serie. Il debutto con i Glovers è avvenuto il 25 marzo 2005, in Yeovil Town-Tranmere Rovers (2-2). Terminato il prestito, si è trasferito a titolo definitivo all'Oldham Athletic, sempre in terza serie. Il debutto con i Latics è datato 5 agosto 2006, nell'incontro di campionato Tranmere Rovers-Oldham Athletic (1-0). Ha militato nel club blu per una stagione, totalizzando 35 presenze e due reti in campionato, una presenza nei play-off, una presenza in EFL Cup e una in FA Cup.

#### Ultimi anni
Nell'estate 2007 è passato al Port Vale. Il debutto con i Valiants è avvenuto l'11 agosto 2007, in Port Vale-Bristol Rovers (1-1). Il 10 gennaio 2008 si è trasferito in prestito al Gillingham. Ha debuttato con i Gills due giorni dopo, nell'incontro di campionato Huddersfield Town-Gillingham (1-3). Rimasto svincolato e dopo aver svolto un provino con l'Hibernian, nell'estate 2008 si è trasferito in Grecia, al Thrasyvoulos. Ha debuttato con la nuova maglia il 28 settembre 2008, nell'incontro di campionato Skoda Xanthi-Thrasyvoulos (1-0). Ha militato nel club greco per una stagione, totalizzando 14 presenze. Nell'estate 2009 ha svolto un provino con il Crewe Alexandra, al termine del quale non è stato ingaggiato. Il 27 agosto 2009 si è accasato al Welling Utd. Il successivo 23 settembre è passato al Dover Athletic. Il mese successivo si è trasferito al Forest Green Rovers. Nel marzo 2010 si è trasferito al Kansas City Wizards, club statunitense militante in Major League Soccer. Il debutto in MLS è avvenuto l'11 aprile 2010, in Kansas City Wizards-Colorado Rapids (1-0). Al termine della stagione 2011 è rimasto svincolato. Il 4 gennaio 2012 ha firmato un contratto con il Missouri Comets, club militante in Major Indoor Soccer League, ma l'accordo non è stato approvato dalla lega calcistica. Il 14 gennaio 2012 è tornato al Thrasyvoulos ed ha debuttato con il club nell'incontro di campionato Panserraikos-Thrasyvoulos (1-2). Il 6 settembre 2012 viene ufficializzato il suo ritorno al Missouri Comets.

### Nazionale
Ha debuttato in Nazionale il 26 novembre 2010, in Martinica-Grenada (1-1). Ha messo a segno la sua prima rete con la maglia della Nazionale il 14 novembre 2012, in Grenada-Guyana francese (1-1), siglando la rete del momentaneo 1-0 al minuto 33 del primo tempo. Ha partecipato, con la Nazionale, alla CONCACAF Gold Cup 2011. È sceso in campo, inoltre, nelle qualificazioni al mondiale 2014 e nelle qualificazioni alla CONCACAF Gold Cup 2011 e 2013. Ha collezionato in totale, con la maglia della Nazionale, 12 presenze e una rete.

## Statistiche

### Cronologia presenze e reti in nazionale
| Cronologia completa delle presenze e delle reti in nazionale ― Grenada | Cronologia completa delle presenze e delle reti in nazionale ― Grenada | Cronologia completa delle presenze e delle reti in nazionale ― Grenada | Cronologia completa delle presenze e delle reti in nazionale ― Grenada | Cronologia completa delle presenze e delle reti in nazionale ― Grenada | Cronologia completa delle presenze e delle reti in nazionale ― Grenada | Cronologia completa delle presenze e delle reti in nazionale ― Grenada | Cronologia completa delle presenze e delle reti in nazionale ― Grenada |
| Data                                                                   | Città                                                                  | In casa                                                                | Risultato                                                              | Ospiti                                                                 | Competizione                                                           | Reti                                                                   | Note                                                                   |
| ---------------------------------------------------------------------- | ---------------------------------------------------------------------- | ---------------------------------------------------------------------- | ---------------------------------------------------------------------- | ---------------------------------------------------------------------- | ---------------------------------------------------------------------- | ---------------------------------------------------------------------- | ---------------------------------------------------------------------- |
| 26-11-2010                                                             | Fort-de-France                                                         | Martinica                                                              | 1 – 1                                                                  | Grenada                                                                | Qual. Gold Cup 2011                                                    | -                                                                      |                                                                        |
| 28-11-2010                                                             | Fort-de-France                                                         | Grenada                                                                | 1 – 0                                                                  | Trinidad e Tobago                                                      | Qual. Gold Cup 2011                                                    | -                                                                      | 59’ 75’                                                                |
| 30-11-2010                                                             | Fort-de-France                                                         | Cuba                                                                   | 0 – 0                                                                  | Grenada                                                                | Qual. Gold Cup 2011                                                    | -                                                                      | 61’                                                                    |
| 3-12-2010                                                              | Fort-de-France                                                         | Giamaica                                                               | 2 – 1 dts                                                              | Grenada                                                                | Qual. Gold Cup 2011                                                    | -                                                                      |                                                                        |
| 5-12-2010                                                              | Fort-de-France                                                         | Grenada                                                                | 0 – 1                                                                  | Cuba                                                                   | Qual. Gold Cup 2011                                                    | -                                                                      |                                                                        |
| 6-6-2011                                                               | Carson                                                                 | Giamaica                                                               | 4 – 0                                                                  | Grenada                                                                | Gold Cup 2011 - Gironi                                                 | -                                                                      | 46’                                                                    |
| 18-9-2011                                                              | Kingstown                                                              | Saint Vincent e Grenadine                                              | 2 – 1                                                                  | Grenada                                                                | Qual. Mondiali 2014                                                    | -                                                                      |                                                                        |
| 7-10-2011                                                              | Belmopan                                                               | Belize                                                                 | 1 – 4                                                                  | Grenada                                                                | Qual. Mondiali 2014                                                    | -                                                                      | 61’                                                                    |
| 15-10-2011                                                             | Saint George's                                                         | Grenada                                                                | 1 – 1                                                                  | Saint Vincent e Grenadine                                              | Qual. Mondiali 2014                                                    | -                                                                      |                                                                        |
| 14-11-2012                                                             | Saint George's                                                         | Grenada                                                                | 1 – 1                                                                  | Guyana francese                                                        | Qual. Gold Cup 2013                                                    | 1                                                                      | 86’                                                                    |
| 16-11-2012                                                             | Saint George's                                                         | Grenada                                                                | 2 – 1                                                                  | Guyana                                                                 | Qual. Gold Cup 2013                                                    | -                                                                      | 65’                                                                    |
| 18-11-2012                                                             | Saint George's                                                         | Grenada                                                                | 0 – 2                                                                  | Haiti                                                                  | Qual. Gold Cup 2013                                                    | -                                                                      | 55’                                                                    |
| Totale                                                                 |                                                                        | Presenze                                                               | 12                                                                     |                                                                        | Reti                                                                   | 1                                                                      |                                                                        |